# Imperiale de Milan
Imperiale de Milan es una variedad cultivar de ciruelo (Prunus domestica), de las denominadas ciruelas europeas,
una variedad de ciruela antigua originada cerca de la ciudad de Milán (Italia). Fue descrita por vez primera en 1831.
Las frutas tienen un tamaño mediano, color de piel violeta o morado oscuro llegando casi a negro, en general no uniforme, pudiendo verse zonas como tachones del color verdoso del fondo o rojizas, puntos muy abundantes de tamaño diverso, y pulpa de color verde claro, textura firme, algo crujiente, jugosa, y sabor dulce, muy aromática, ligeramente almizclado.

## Sinonimia
- "Maildndische Kaiserpflaume",
- "Prune de Milan",
- "Imperial de Milán".[2]

## Historia
'Imperiale de Milan' es una variedad de ciruela antigua originada cerca de la ciudad de Milán (Italia). Fue descrita por vez primera en 1831.
Ha sido descrita por : 1. Lond. Hort. Soc. Cat. 149. 1831. 2. Hogg Fruit Man. 365. 1866. 3. Mas Le Verger 6:67. 1866-73.
'Imperial de Milán' está cultivada en el banco de germoplasma de cultivos vivos de la Estación experimental Aula Dei de Zaragoza. Está considerada incluida en las variedades locales autóctonas muy antiguas, cuyo cultivo se centraba en comarcas muy definidas, que se caracterizan por su buena adaptación a sus ecosistemas, y podrían tener interés genético en virtud de su características organolepticas y resistencia a enfermedades, con vista a mejorar a otras variedades.

## Características
'Imperiale de Milan' árbol de hábito ancho de tamaño mediano, porte atractivo. Tiene un tiempo de floración que comienza a partir del 12 de abril con el 10% de floración, para el 16 de abril tiene una floración completa (80%), y para el 26 de abril tiene un 90% de caída de pétalos.
'Imperiale de Milan' tiene una talla de fruto de tamaño mediano, de forma alargada, elíptico redondeada, algo más deprimida en el polo pistilar, regular y simétrica, con la sutura casi imperceptible, línea muy fina, ligeramente más oscura que el fruto, bien recubierta de pruina, en ligera depresión que se acentúa un poco más en la cavidad peduncular y desaparece en el polo pistilar; epidermis muy recubierta de abundante pruina azulada, no se aprecia pubescencia, siendo su piel de color violeta o morado oscuro llegando casi a negro, en general no uniforme, pudiendo verse zonas como tachones del color verdoso del fondo o rojizas, puntos muy abundantes de tamaño diverso, muy perceptible en la parte dorsal y más abundantes, pero muy menudos en la zona pistilar, muy escasos en la peduncular, de color claro, indefinido, con aureola amoratada solo perceptible en zonas poco coloreadas; Pedúnculo robusto corto o medio, fuerte, muy adherente a la carne, ubicado en una cavidad del pedúnculo muy estrecha, poco profunda, apenas rebajada en la sutura; pulpa de color verde claro, textura firme, algo crujiente, jugosa, y sabor dulce, muy aromática, ligeramente almizclado.
Hueso bastante adherente, sobre todo en zona ventral, tamaño mediano, elíptico redondeado, surco dorsal muy amplio y marcado, los laterales casi superficiales, caras laterales muy labradas excepto en la zona peduncular, prácticamente lisa, gran depresión a los costados de la
zona ventral.
Su tiempo de recogida de cosecha se inicia en la segunda decena de agosto.

## Usos
La ciruela 'Imperiale de Milan' es un excelente postre fresca en mesa, y ciruela de cocina. Muy buena ciruela seca.